# سو كارول
سو كارول (بالإنجليزية: Sue Carol)‏ هي وكيلة مواهب وممثلة أمريكية، ولدت في 30 أكتوبر 1906 بشيكاغو في الولايات المتحدة، وتوفيت في 4 فبراير 1982 بلوس أنجلوس في الولايات المتحدة بسبب نوبة قلبية.

## وصلات خارجية
- سو كارول على موقع IMDb (الإنجليزية)
- سو كارول على موقع ألو سيني (الفرنسية)
- سو كارول على موقع أول موفي (الإنجليزية)
- سو كارول على موقع قاعدة بيانات الفيلم (الإنجليزية)
- سو كارول على موقع كينوبويسك (الروسية)